# Växjö

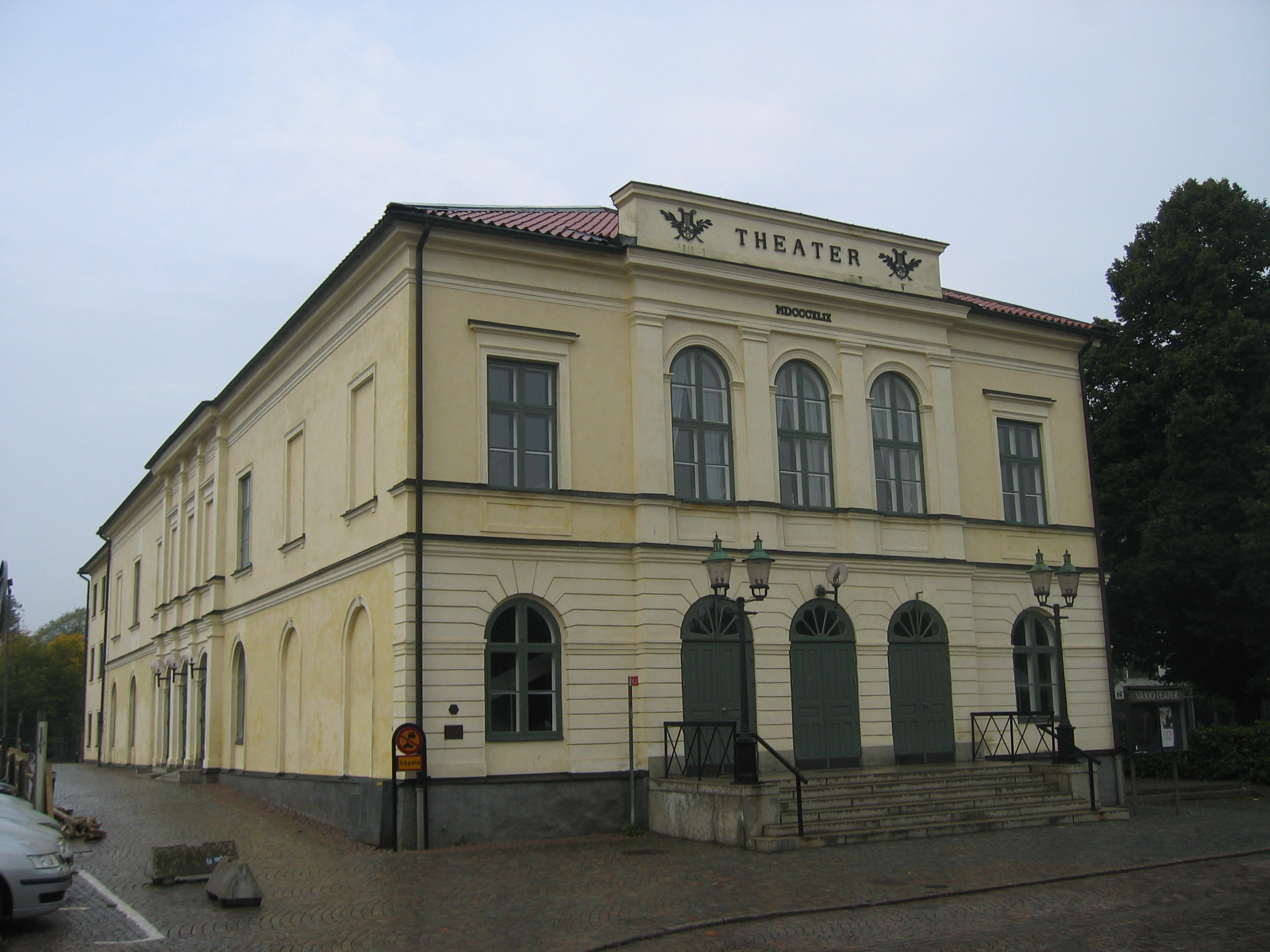
Teatrul local

Växjö este un oraș în Suedia.

## Demografie
| \| Evoluția demografică a zonei urbane Växjö, 1970–2015 \| Evoluția demografică a zonei urbane Växjö, 1970–2015 \| Evoluția demografică a zonei urbane Växjö, 1970–2015 \| Evoluția demografică a zonei urbane Växjö, 1970–2015 \| Evoluția demografică a zonei urbane Växjö, 1970–2015 \| \| --------------------------------------------------------------------------------------- \| ---------------------------------------------------- \| ---------------------------------------------------- \| ---------------------------------------------------- \| ---------------------------------------------------- \| \| An \| \| \| Locuitori \| \| \| 1970 \| 1970 \| \| 39.019 \| 39.019 \| \| 1975 \| 1975 \| \| 40.328 \| 40.328 \| \| 1980 \| 1980 \| \| 42.632 \| 42.632 \| \| 1990 \| 1990 \| \| 46.735 \| 46.735 \| \| 1995 \| 1995 \| \| 49.865 \| 49.865 \| \| 2000 \| 2000 \| \| 51.790 \| 51.790 \| \| 2005 \| 2005 \| \| 55.600 \| 55.600 \| \| 2010 \| 2010 \| \| 60.887 \| 60.887 \| \| 2015 \| 2015 \| \| 65.383 \| 65.383 \| \| Sursa: SCB - Statistika Centralbyrån, Folkmängden per tätort. Vart femte år 1960 - 2016 \| \| \| \| \| |      |  |           |        |
| Evoluția demografică a zonei urbane Växjö, 1970–2015 |      |  |           |        |
| An |      |  | Locuitori |        |
| 1970 | 1970 |  | 39.019    | 39.019 |
| 1975 | 1975 |  | 40.328    | 40.328 |
| 1980 | 1980 |  | 42.632    | 42.632 |
| 1990 | 1990 |  | 46.735    | 46.735 |
| 1995 | 1995 |  | 49.865    | 49.865 |
| 2000 | 2000 |  | 51.790    | 51.790 |
| 2005 | 2005 |  | 55.600    | 55.600 |
| 2010 | 2010 |  | 60.887    | 60.887 |
| 2015 | 2015 |  | 65.383    | 65.383 |
| Sursa: SCB - Statistika Centralbyrån, Folkmängden per tätort. Vart femte år 1960 - 2016 |      |  |           |        |